# Luftflotte 6
Pour les articles homonymes, voir 6e flotte.
La Luftflotte 6  (6e flotte aérienne) a été l'une des principales divisions de la Luftwaffe allemande durant la Seconde Guerre mondiale. 

## Création et différentes dénominations
Elle a été formée le 5 mai 1943 à partir de Luftwaffenkommando Ost  à Smolensk en Russie centrale.
| Début            | Fin             | Nom                                                            |
| ---------------- | --------------- | -------------------------------------------------------------- |
| 1er octobre 1937 | 1er août 1938   | Höherer Fliegerkommandeur VII puis Höherer Fliegerkommandeur 7 |
| 1er août 1938    | 11 octobre 1939 | 5. Flieger-Division                                            |
| 11 octobre 1939  | 1er avril 1942  | V. Fliegerkorps                                                |
| 1er avril 1942   | 5 mai 1943      | Luftwaffenkommando Ost                                         |
| 5 mai 1943       | 8 mai 1945      | Luftflotte 6                                                   |

## Zones d'engagements
- 1943 : Secteur central du Front de l'Est
- 1944 : Secteur centrale du Front de l'Est
- 1945 : Défense aérienne du Reich à l'Est

## Commandement

Drapeau du chef de la Luftflotte

| Début         | Fin           | Grade                | Nom                     |
| ------------- | ------------- | -------------------- | ----------------------- |
| 5 mai 1943    | 24 avril 1945 | Generalfeldmarschall | Robert Ritter von Greim |
| 27 avril 1945 | 8 mai 1945    | Generaloberst        | Otto Deßloch            |

## Chef d'état-major
| Début       | Fin        | Grade        | Nom                  |
| ----------- | ---------- | ------------ | -------------------- |
| 11 mai 1943 | 8 mai 1945 | Generalmajor | Friedrich Kless (en) |

## Quartier général
Le quartier général se déplaçait suivant l'avancement du front.
| Début           | Fin             | Ville          |
| --------------- | --------------- | -------------- |
| Mai 1943        | Septembre 1943  | Smolensk       |
| Septembre 1943  | Février 1944    | Minsk          |
| Février 1944    | 28 juin 1944    | Priluki        |
| 30 juin 1944    | Août 1944       | Varsovie       |
| Août 1944       | Décembre 1944   | Brünnstadt     |
| Décembre 1944   | Janvier 1945    | Ozorków        |
| Janvier 1945    | 16 février 1945 | Merzdorf       |
| 16 février 1945 | Mars 1945       | Treuenbrietzen |
| Mars 1945       | Mai 1945        | Cottbus        |

## Unités subordonnées
- Luftflottenkommando 4 : Avril 1945 - Mai 1945
- Luftwaffenkommando VIII : Avril 1945 - Mai 1945
- Luftwaffenkommando Ostpreußen : Janvier 1945 - Mai 1945
- Luftwaffenkommando Schlesien : Janvier 1945 - Février 1945
- Luftwaffenkommando West : Avril 1945 - Mai 1945
- II. Fliegerkorps : Février 1945 - Avril 1945
- IV. Fliegerkorps : Décembre 1943 - Septembre 1944
- VIII. Fliegerkorps : Juillet 1944 - Janvier 1945 / Février 1945 - Avril 1945
- 1. Flieger-Division : mai 1943 - février 1945
- 3. Flieger-Division : janvier 1945 - avril 1945
- 4. Flieger-Division: Juin 1943 - Février 1945
- Fliegerführer 1 : Décembre 1943 - Juillet 1944
- Fliegerführer 6 : Novembre 1944 - Janvier 1945
- Luftgau-Kommando I : Août 1944 - Mai 1945
- Luftgau-Kommando VIII : Janvier 1945 - Mars 1945
- Luftgau-Kommando XV : Décembre 1944 - Février 1945
- Feldluftgau-Kommando XXV : Juillet 1944 - Septembre 1944
- Feldluftgau-Kommando XXVII : Avril 1943 - Août 1944
- I. Flakkorps (de) : Juin 1944 - Mai 1945
- II. Flakkorps : Octobre 1943 - Janvier 1945
- 12. Flak-Division : Mai 1943 - Novembre 1943
- 18. Flak-Division : Mai 1943 - Novembre 1943
- 23. Flak-Division : Octobre 1943 - Janvier 1944
- 10. Flak-Brigade : Mai 1943 - Novembre 1943
- Luftnachrichten-Regiment 262
- Flugmelde-Maß-Abteilung 21
- Luftnachtichten-Regiment 22
- Luftnachtichten-Regiment 35

## Détachement sur le front de l'Est le 26 juin 1944
Les unités ci-dessous de la Luftwaffe ont été détachées en Biélorussie, en Pologne orientale, en province de Prusse-Orientale, en Ukraine, en Slovaquie et dans les territoires occupés russes pour le support aérien des forces de l'Axe dans ces secteurs avec le quartier général installé à Priluki le 26 juin 1944.

### Reconnaissance stratégique
- Stab/FAGr.2 (Baranovichi)
- 1.(F)/11 (Baranovichi)
- 1.(F)/14 (Baranovichi)
- NSt.4 (Bobruisk)

### Bombardiers (Moyens/lourds)
- 14.(Eis)/KG 3 (Puchivichi)
- Stab/KG 1 Hindenburg (Prohwehren)
- II./KG 1 Hindenburg (Prohwehren)

### IV. FliegerkorpsàBrest-Litovsk

#### Reconnaissance stratégique
- 1(F)/100 (Pinsk)

#### Reconnaissance tactique
- Stab/NAGr 4 (Biała Podlaska)
- 3/NAGr 4 (Kobryn)
- 12/NAGr 4 (Brest-Litovsk)

#### Bombardiers (Moyens)
- 10.(Kroat)/KG 3 (Smolensk)
- Stab/KG 4 (Białystok)
- II./KG 4 (Baranovichi)
- III./KG 4 (Baranovichi)
- Stab/KG 27 (Krosno)
- I./KG 27 (Krosno)
- II./KG 27 (Krosno)
- III./KG 27 (Mielec)
- Stab./KG 53 (Radom)
- I./KG 53 (Radom)
- II./KG 53 (Piastov)
- III./KG 53 (Radom)
- Stab./KG 55 (Dęblin-Irena)
- I./KG 55 (Dęblin-Ulez)
- II./KG 55 (Dęblin-Irena)
- III./KG 55 (Groyek)

### 1. Flieger-DivisionàOrscha

#### Reconnaissance tactique
- Stab/NAGr 10 (Toloschin)
- 2/NAGr 4 (Orscha)
- 13/NaGr 14 (Toloschin)

#### Support tactique
- III./St.G.77 (Smolensk)
- I.(Kroat)/St.G.1 (Eichwalde)

#### Attaque au sol
- I/SG 1 (Toloschin)
- II/SG 1 (Vinla)
- 10(Pz)/SG 1 (Boyari)
- 10(Pz)/SG 3 (Toloschin)
- Stab/SG 9 (Schippenbeil)
- Stab/SG 10 (Dokudovo)
- III/SG 10 (Dokudovo)

### Fliegerführer 1 àMinsk

#### Reconnaissance tactique
- 12./NAGr 12 (Mogilev)
- 2./NAGr 5 (Budslav)
- 4./NAGr 31 (Budslav)

#### Attaque au sol de nuit
- Stab/NSGr 2 (Lida)
- 1./NSGr 2 (Bobruisk)
- 3./NSGr 2 (Lida)
- 4./NSGr 2 (Mogilev)
- 1.Ostfl. St.(Russische) (Minsk)
- 1/NSGr 1 (Kovno)
- 2/NSGr 1 (Kovno)
- Stab I./Eins. Gr. Fl. Sch. Div. (Borisov)
- Russisch Lehr Fl. Div. (Borisov)
- 2/Eins. Gr. Fl. Sch Div. (Borisov)
- 3/Eins. Gr. Fl. Sch. Div. (Borisov)
- 1/Eins. Gr. Fl. Sch. Div. (Dubinskaya)

### Jagdabschnittführer 6 àPriluki

#### Chasse
- I.Stab/JG 51 (Orscha)
- II.Stab./JG 51 (Orscha)
- I/JG 51 (Orscha)
- III./JG 51 (Bobruisk)
- IV./JG 51 (Mogilev)
- III./JG 11 (Dokudovo)

#### Chasse de nuit
- I.Stab/NJG 100 (Baranovichi)
- 1./NJG 100 (Baranovichi)
- 1./NJG 100 (Biala-Podlaska)
- 1./NJG 100 (detach) (Baranovichi)
- 1./NJG 100 (Detach) (Dokudovo)
- 3./NJG 100 (Radom)
- 3./NJG 100 (Dokudovo)
- 4./NJG 100 (Puchivichi)

### Jagdabschnittführer Ostpreussen  àPowunden

#### Chasse
- Stab/JG 52 (Königsberg)
- I./JG 52(Detach) (Königsberg)
- II./JG 52(Detach) (Königsberg)

#### Chasse de nuit
- II./NJG 100 (Powunden)
- II./NJG 100 (Detach) (Eichwalde)
- II./NJG 100 (Detach) (Prohwehren)

### Unités spéciales de transports de la Luftwaffe (1944-45)
Ces unités sont basées à Mühldorf en Bavière, et composé d'hélicoptères :
- Focke-Achgelis Fa 223 Drachen
- Flettner Fl 265
- Flettner Fl 282 Kolibri

pour les opérations dans les zones Ouest et front de l'Est, avec des terrains d'aviation en France (Ouest) et la Prusse-Orientale (Est), pour la réalisation des liaisons spéciales, transport personnel, sauvetage des blessés, et, de patrouille aérienne et d'autres missions similaires dans les derniers jours de la guerre.
- Transportstaffeln 40 (Zone Est)

## Abréviations
- FAGr = Fernaufklärungsgruppe = Reconnaissance aérienne.
  - Gruppe = équivalent dans la RAF à Wing.
- JG = Jagdgeschwader = Chasseur.
  - Geschwader = équivalent dans la Royal Air Force à Group.
- KG = Kampfgeschwader = Bombardier.
- KG zbV = Kampfgeschwader zur besonderen Verwendung = Transport aérien, plus tard TG.
- NAGr = Nahaufklärungsgruppe = Liaison aérienne.
- NASt = Nahaufklärungsstaffel = Reconnaissance aérienne.
  - Staffel = équivalent dans la RAF à Squadron.
- NSGr = Nachtschlachtgruppe = Chasseur-bombardier de nuit.
- SAGr = Seeaufklärungsgruppe = Patrouille maritime
- SG = Schlachtgeschwader = Attaque au sol.
- TG = Transportgeschwader = Transport aérien.
- ZG = Zerstörergeschwader = Chasseurs lourds.